# گنبد میر سید
گنبد میر سید مربوط به سدهٔ ۹ ه‍.ق است و در نطنز، خیابان شهید مطهری، محله افوشته واقع شده و این اثر در تاریخ ۸ مهر ۱۳۵۲ با شمارهٔ ثبت ۹۵۴ به‌عنوان یکی از آثار ملی ایران به ثبت رسیده است.